# Kyssen (målning av Munch)
Kyssen (norska: Kyss) är en serie målningar av den norske konstnären Edvard Munch från åren 1891–1897. De mest kända versionerna är två oljemålningar från 1892 respektive 1897 som tillhör Nasjonalmuseet for kunst, arkitektur og design respektive Munchmuseet, båda i Oslo. De tidigare versionerna kallas också Kyssen vid fönstret (norska: Kyss ved vinduet).
Målningen visar ett par som omfamnar varandra i en kyss. Ansiktena är otydliga och det enda ljuset kommer från ett fönster i bakgrunden. Kyssen ingår i den serie på omkring 20 målningar som benämns Livsfrisen och skildrar den moderna människans ångest och dunkla driftsliv.
Munch utförde även ett antal etsningar och träsnitt med samma motiv som idag bland annat finns utställda på Moderna museet och Thielska galleriet i Stockholm.

## Alternativa utförande

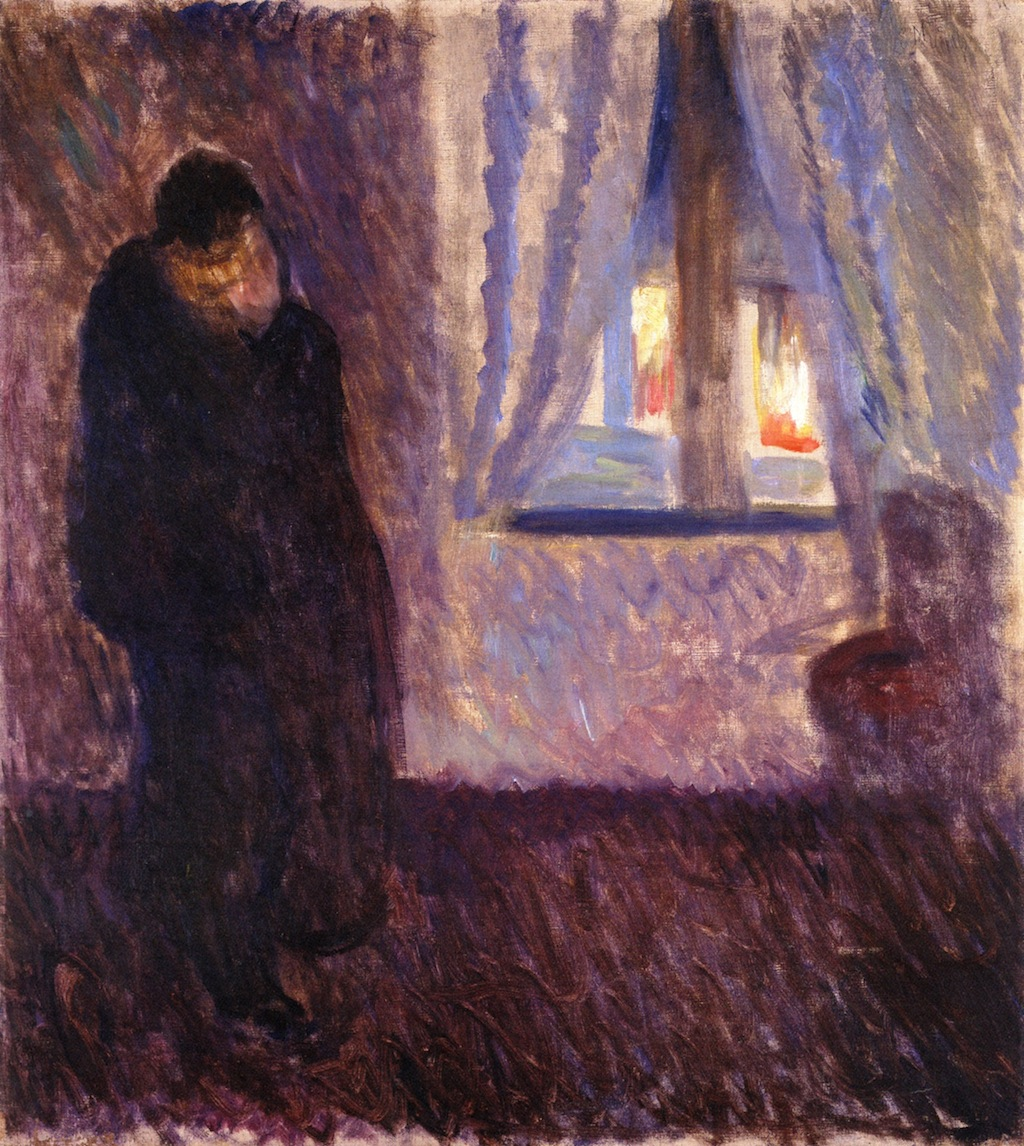
1891 års version på Munchmuseet.
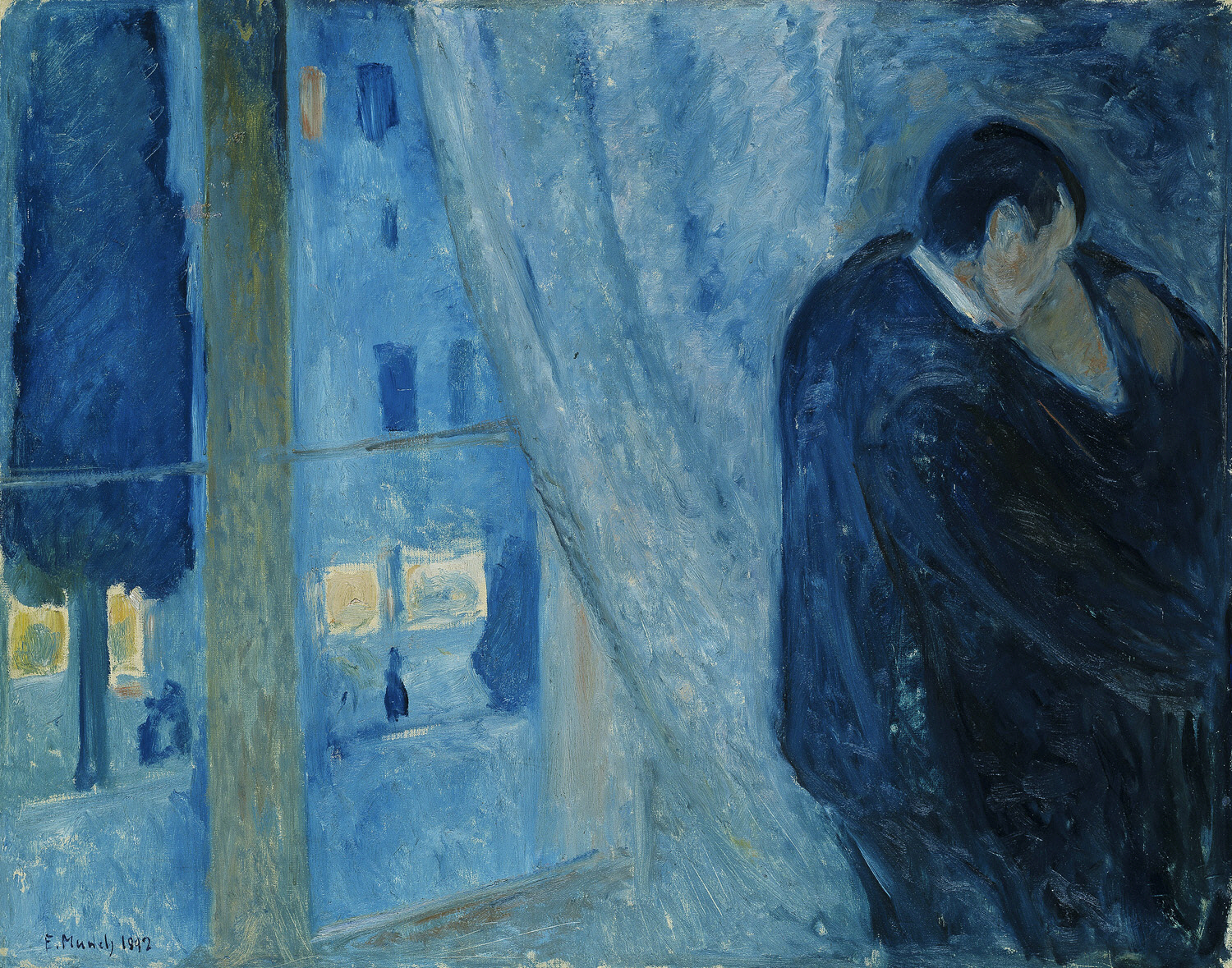
1892 års version på Nasjonalmuseet for kunst, arkitektur og design i Oslo. Kallas också Kyssen vid fönstret.
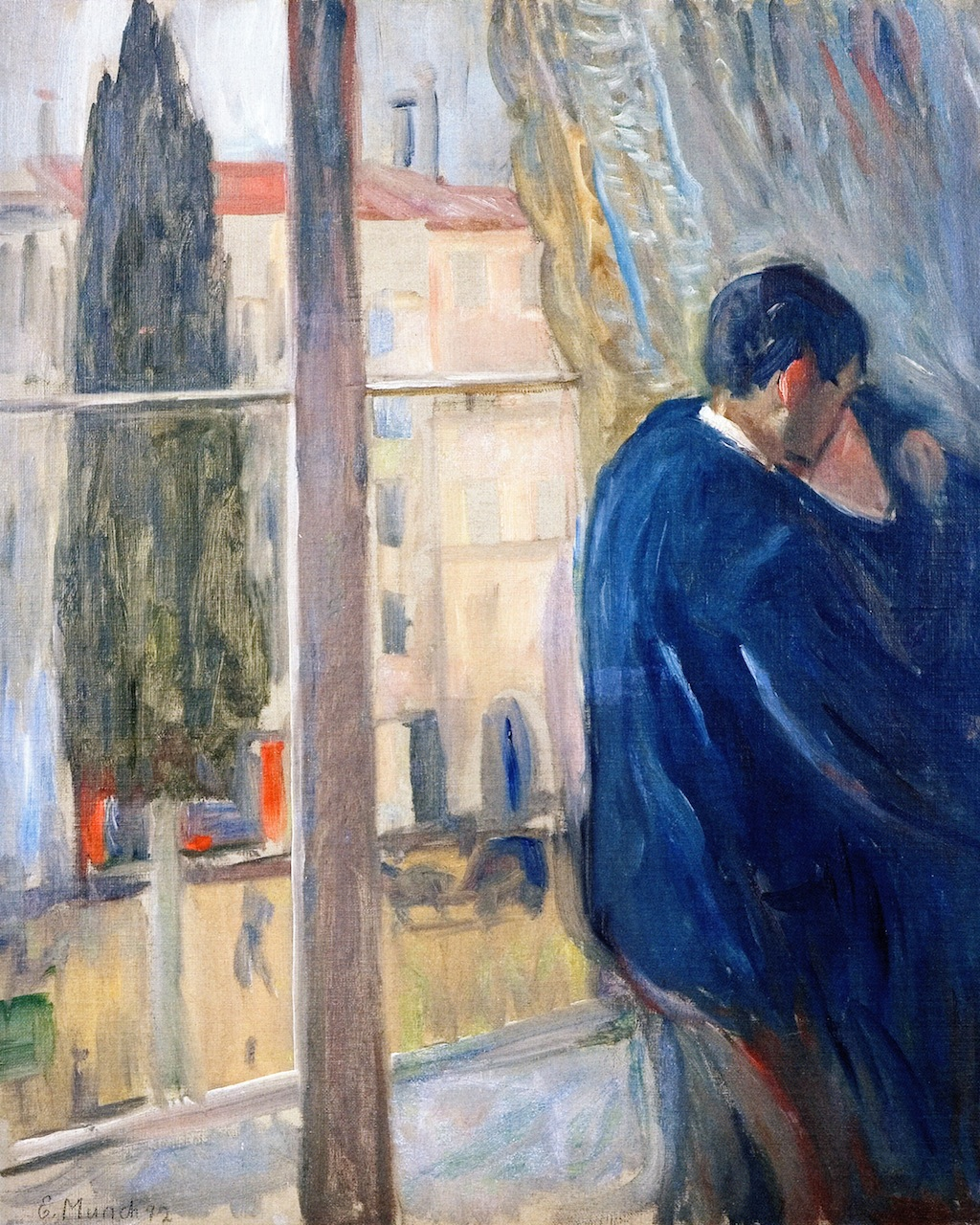
Version från 1892 i privat ägo.
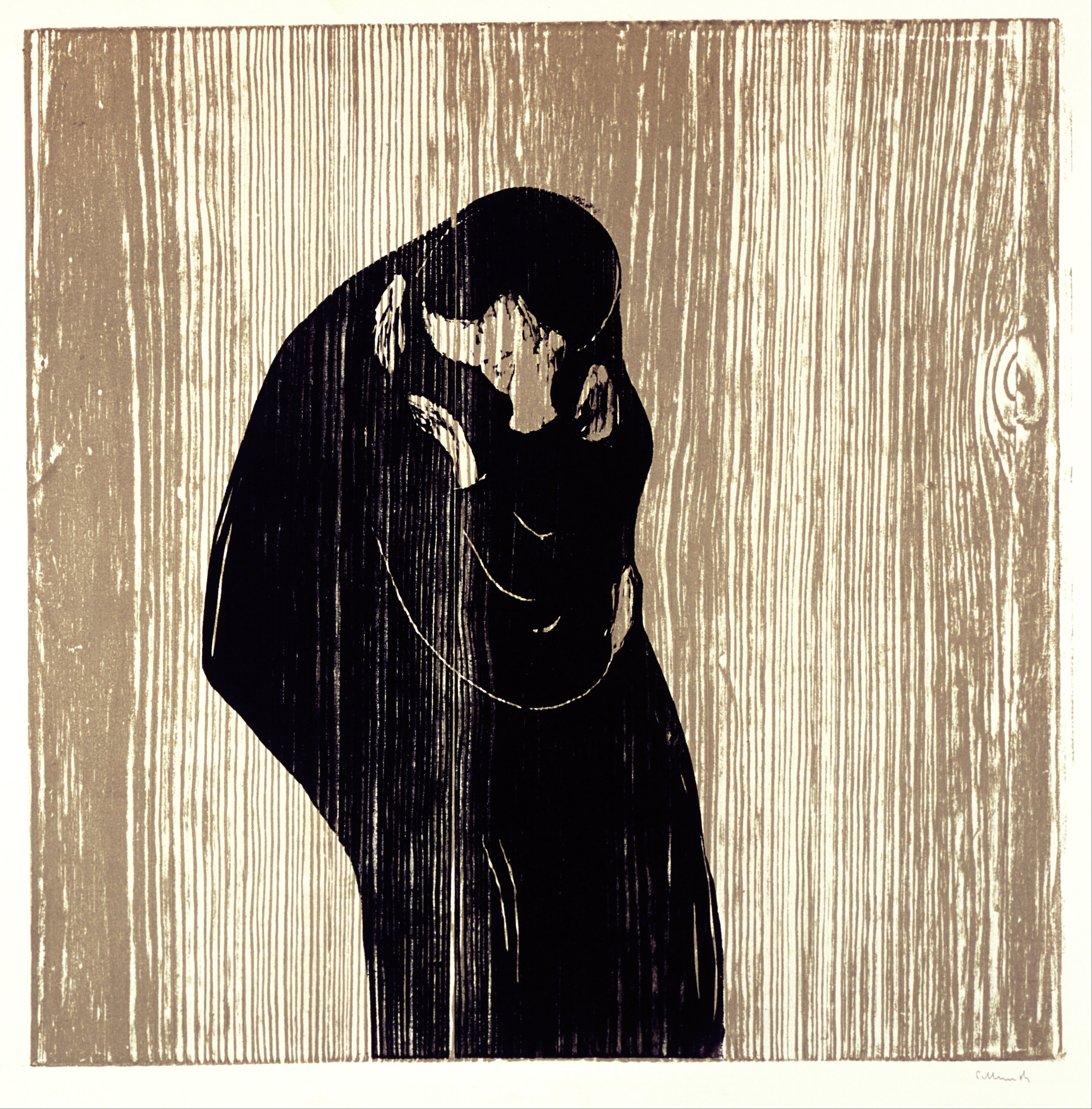
Träsnitt från 1902. Munchmuseet.